# Pasilla

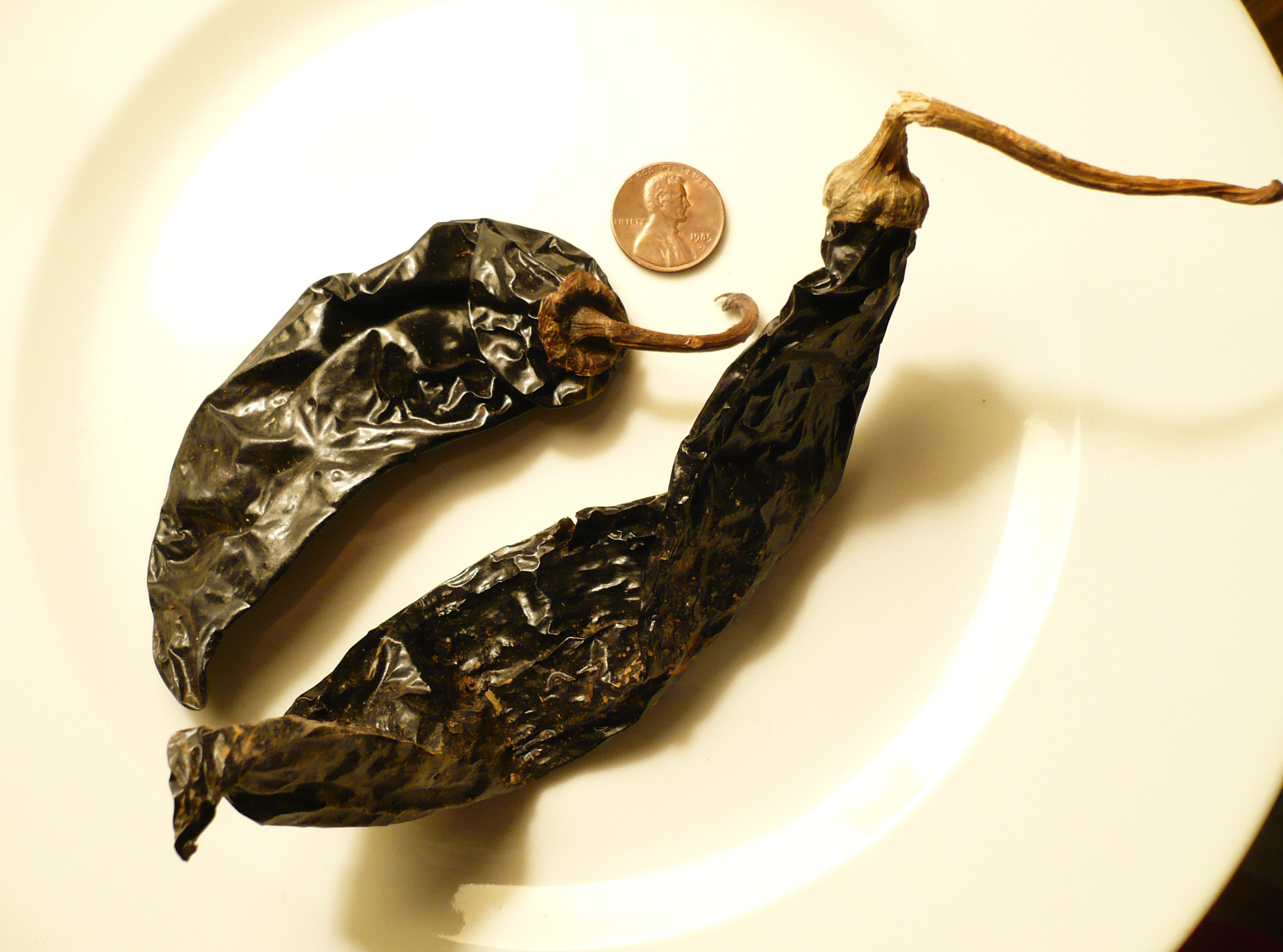
Pasillas

Pasilla est une variété de piment de l'espèce Capsicum annuum.
Le pasilla est la forme sèche du long et étroit piment chilaca, relativement doux (1000 à 2000 sur l'échelle de Scoville).
Aux États-Unis, les producteurs et épiciers utilisent souvent à tort le mot pasilla pour le poblano, qui est une autre et plus grande variété de piment, dont la forme déshydratée est appelée ancho.
Le pasilla est notamment utilisé dans la préparation de sauces et de potages. Ils sont vendus entiers ou en poudre principalement au Mexique, aux États-Unis et au Royaume-Uni.

## Cultivars

### Le Chilaca traditionnel: L’héritage Mexicain
- Origine : Patrimoine agricole mexicain.
- Caractéristiques des fruits : Longs de 15 à 20 cm, peau passant du vert profond au brun-noir à maturité.
- Plante : Atteint jusqu’à 1 mètre de hauteur, port buissonnant nécessitant un tuteurage.
- Maturation : 80 à 90 jours, offrant des saveurs complexes.

### Holy Mole F1: L’innovation au service de la tradition
- Origine : Variété hybride moderne, récompensée en 2007 par All-America Selections.
- Caractéristiques des fruits : Plus courts que le Chilaca traditionnel, maturité en 75 jours.
- Plante : Hauteur de 70-80 cm, adaptée aux jardins modernes.
- Avantages : Résistance naturelle aux maladies, feuillage dense et sain, saveur douce mais complexe.

### Chilaca Negro: Le maître du séchage
- Origine : Idéal pour produire des Pasillas de haute qualité.
- Caractéristiques des fruits : Exceptionnellement longs, jusqu’à 25 cm, peau fine adaptée au séchage.
- Plante : Vigoureuse et productive, nécessite un soutien solide.
- Maturation : 95 à 100 jours, fruits développant des arômes de raisins secs, pruneaux et cacao.

Ces trois cultivars offrent chacun des caractéristiques uniques, allant de l’héritage traditionnel à l’innovation moderne, en passant par l’excellence dans le séchage

## Description
Le pasilla mesure généralement une vingtaine de centimètres de long et quatre de large et est de couleur brun-noir. Sa forme est souvent tordue par le séchage. Son nom peut se traduire par « raisins secs » car il en partage la forme ridée.